# Wanano
El wanano (guanano), o Piratapuyo és una llengua que partany al grup oriental de les llengües tucanes i és parlada a la part nord-oest de l'estat de l'Amazones (Brasil) i al Departament de Vaupés a Colòmbia. El parlen dos pobles, els guananos i els pira-tapuya. No es casen entre ells, però la seva parla és un 75% similar lèxicament.

## Classificació
La família lingüística a la qual pertany el wanano és la família tucana, situada al nord-oest de l'Amazònia (Stenzel 2004, 20). La família tucana es pot subcategoritzar en dos grups: Llengües tucanes occidentals i Llengües tucanes orientals; el wanano pertanyent a la família tucana oriental (Stenzel 2004, 20). El grup oriental és molt més gran que la família occidental amb 16 idiomes i uns 28.000 parlants, mentre que la família del tucana occidental té 4 idiomes amb uns 3.000 parlants (Stenzel 2004, 20).
El wanano/piratapuyo pertany a la branca septentrional de les llengües tucanes orientals, juntament amb el dahseyé.

## Estudis
El primer treball conegut sobre el wanano va ser un esbós gramatical enregistrat per un missioner salesià anomenat Antônio Giacone el 1967 (Stenzel 2004, 14). Des de llavors, Nathan i Carolyn Waltz han realitzat molta feina, que han treballat amb l'organització SIL a Colòmbia del 1963 al 1996 (Stenzel 2004, 14). Han publicat una gramàtica pedagògica (Waltz 1976), articles sobre els aspectes de la fonologia wanana (Waltz and Waltz 1967, Waltz 1982, Waltz 2002), un volum que conté un estudi dels termes de parentiu wanano, un esbós gramatical de la llengua i un llarg text interlinealitzat (Waltz and Waltz 1997) i la visió gramatical de Wanano que es troba a la col·lecció Caro y Cuervo (Waltz and Waltz 2000) (Stenzel 2004, 15). El 2007, Nathan Waltz va publicar un diccionari Wanano-espanyol (Waltz 2007). La doctora Kristine Stenzel, que duu a terme investigacions a la zona del riu Negro Superior des de l'any 2000, ha investigat més sobre la llengua wanano. Ha publicat un llibre sobre la gramàtica de Kotiria (Wanano) que discuteix la morfologia i la sintaxi de la llengua (Stenzel 2015). Juntament amb aquest llibre, ha escrit molts articles sobre diferents aspectes de la llengua i parlants wanano (Stenzel 2005a, 2005b, 2006, 2007, 2008a, 2008b, 2008c, 2009a, 2009b, 2009c, 2010, 2012, 2014) (Stenzel 2015) .
El wanano va ser descrit en un projecte de documentació lingüística finançat pel Programa de Documentação de Línguas e Culturas Indígenas (ProDocLin) al Museu do Índio. El projecte estava coordinat per la doctora Kristine Stenzel i era un taller didàctic de gramàtica pedagògica de Kotiria (Saltarelli 2014).
La Dra. Kristine Stenzel també ha escrit articles sobre aspectes antropològics del poble wanano (2010, 2013) (Stenzel 2015), així mateix, en la seva dissertació del 2004 on tracta aspectes culturals com el matrimoni i el multilingüisme (Stenzel 2004). L'antropòloga Janet Chernela també ha estudiat la societat Wanano i ha publicat un llibre anomenat The Wanano Indians of the Brazilian Amazon que aprofundeix en la societat wanano (Chernela 1996).

## Fonologia

### Consonants
|             |             | Bilabial | Alveolar | Postalveolar | Velar | Glotal |
| ----------- | ----------- | -------- | -------- | ------------ | ----- | ------ |
| Oclusives   | sorda       | p        | t        |              | k     | ʔ      |
| Oclusives   | sonora      | b        | d        |              | ɡ     |        |
| Africades   | Africades   |          |          | tʃ           |       |        |
| Fricatives  | Fricatives  |          | s        |              |       | h      |
| Aproximants | Aproximants | w        |          | j            |       |        |
| Bategant    | Bategant    |          | r        |              |       |        |

La Nasalització es duu a terme en vocals. Les oclusives sonores i /j/ poden aparèixer com a consonants nasals [m], [n], [ŋ], i [ɲ] a l'entorn de les vocals nasals.

### Vocals
|       | Frontal | Central | Posterior |
| ----- | ------- | ------- | --------- |
| Alta  | i       | ɨ       | u         |
| Baixa | e       | a       | o         |